# Фотоаппарат
Фотоаппара́т (фотографи́ческий аппара́т, фотока́мера, реже просто ка́мера) — съёмочная камера, единственное или основное назначение которой — запись неподвижных изображений (фотографий). В традиционной химической фотографии фиксация изображения осуществляется фотохимическим способом при воздействии света на светочувствительный фотоматериал, размещённый в фотоаппарате. Получаемое таким способом скрытое изображение преобразуется в видимое при лабораторной обработке. В цифровом фотоаппарате фотофиксация происходит путём фотоэлектрического преобразования оптического изображения в электрический сигнал с его последующим переводом в цифровые данные и сохранением последних на том или ином носителе в виде файлов.

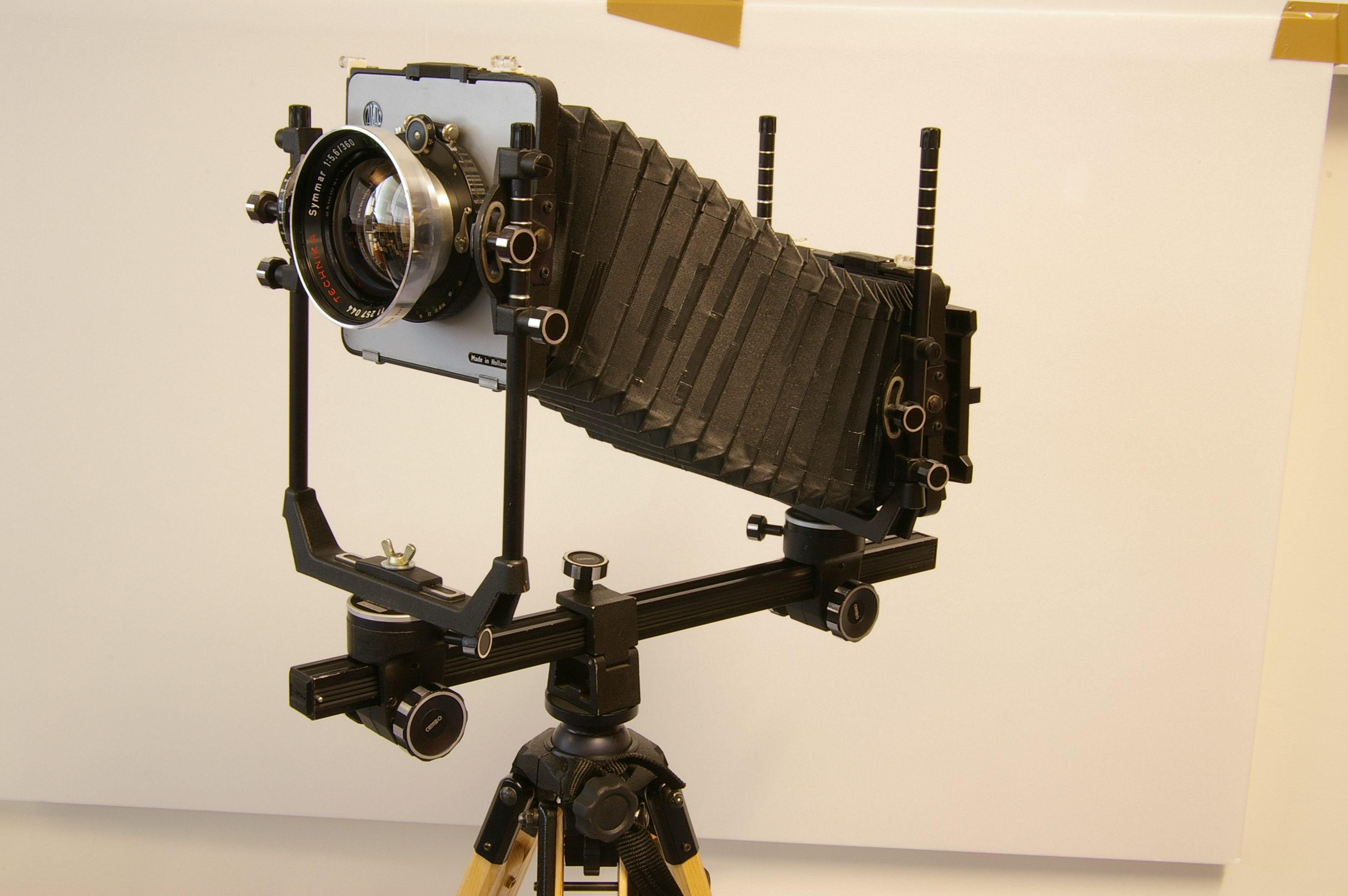
Фотоаппарат прямого визирования для съёмки в студии

## История
Появление первого фотоаппарата совпало с изобретением «гелиографии» Жозефом Нисефором Ньепсом в 1826 году. Устройство для регистрации изображения на поверхности асфальтового лака было вариантом камеры-обскуры, до этого активно использовавшейся художниками для рисования с натуры.
Дальнейшее развитие технологии связано с изобретением дагеротипии Жаком Луи Дагером. Дагеротипия быстро получила распространение в качестве инструмента для портретирования, став коммерчески выгодной. Результатом стала разработка новых устройств для фотосъёмки, наиболее оригинальным из которых в 1840 году стала камера Александра Уолкотта с вогнутым зеркалом вместо объектива. Не менее революционной была цельнометаллическая «Ganzmetallkamera» немецкой компании «Фохтлендер», оснащённая светосильным объективом Петцваля.

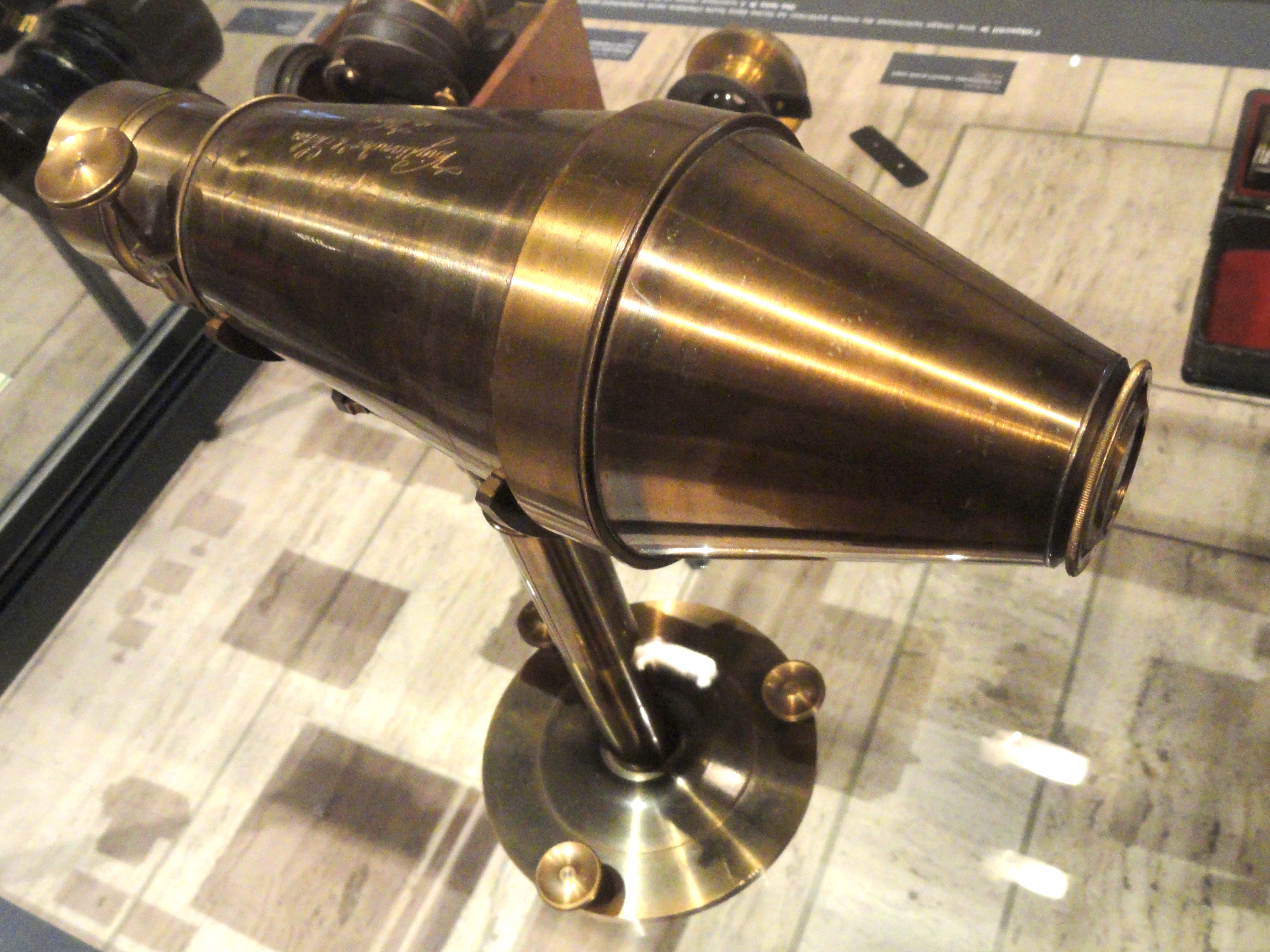
Современная копия дагеротипной камеры «Фохтлендер» 1841 года выпуска

Наиболее бурное развитие фотоаппаратостроения началось после открытия мокрого коллодионного процесса, вытеснившего неудобные и дорогие дагеротип и калотипию. Фотоаппаратура для этой технологии сохранила устройство камеры прямого визирования, но была усовершенствована, получив фокусировочный мех и светосильный портретный объектив. Внедрение сухих желатиносеребряных фотопластинок с высокой светочувствительностью позволило вести съёмку с моментальными выдержками, потребовавшими специального механизма для регулировки длительности воздействия света. Таким устройством стал фотозатвор, первые конструкции которого появились в 1853 году. Изобретение Оттомаром Аншютцем скоростного шторно-щелевого затвора привело к появлению репортёрских фотоаппаратов — пресс-камер, запущенных в массовое производство фирмой «Goerz» в 1888 году.
Начало выпуска желатиносеребряных фотобумаг, пригодных для проекционной печати, а также рост разрешающей способности фотоэмульсий запустили процесс миниатюризации фотоаппаратуры и появления её новых портативных разновидностей, таких как складные и дорожные камеры. Технологический прорыв осуществил в 1888 году Джордж Истмен, выпустивший первую бокс-камеру Kodak, заряженную рулонной фотоплёнкой на гибкой целлулоидной подложке. Изобретение положило начало любительской фотографии, избавив фотографа от необходимости проявлять фотоматериал и печатать снимки. Всё это делала компания Истмена, куда по почте отсылался фотоаппарат с отснятой плёнкой. Обратно фотолюбитель, заплатив 10 долларов, получал перезаряженную камеру, готовые негативы и контактные отпечатки с них. Съёмка без штатива оказалась невозможной при прямом визировании, что привело к появлению видоискателя у всех компактных камер. Одновременно с компактными появились многочисленные фотоаппараты для скрытной съёмки, в том числе встроенные в предметы одежды: галстуки, шляпы и дамские сумочки.

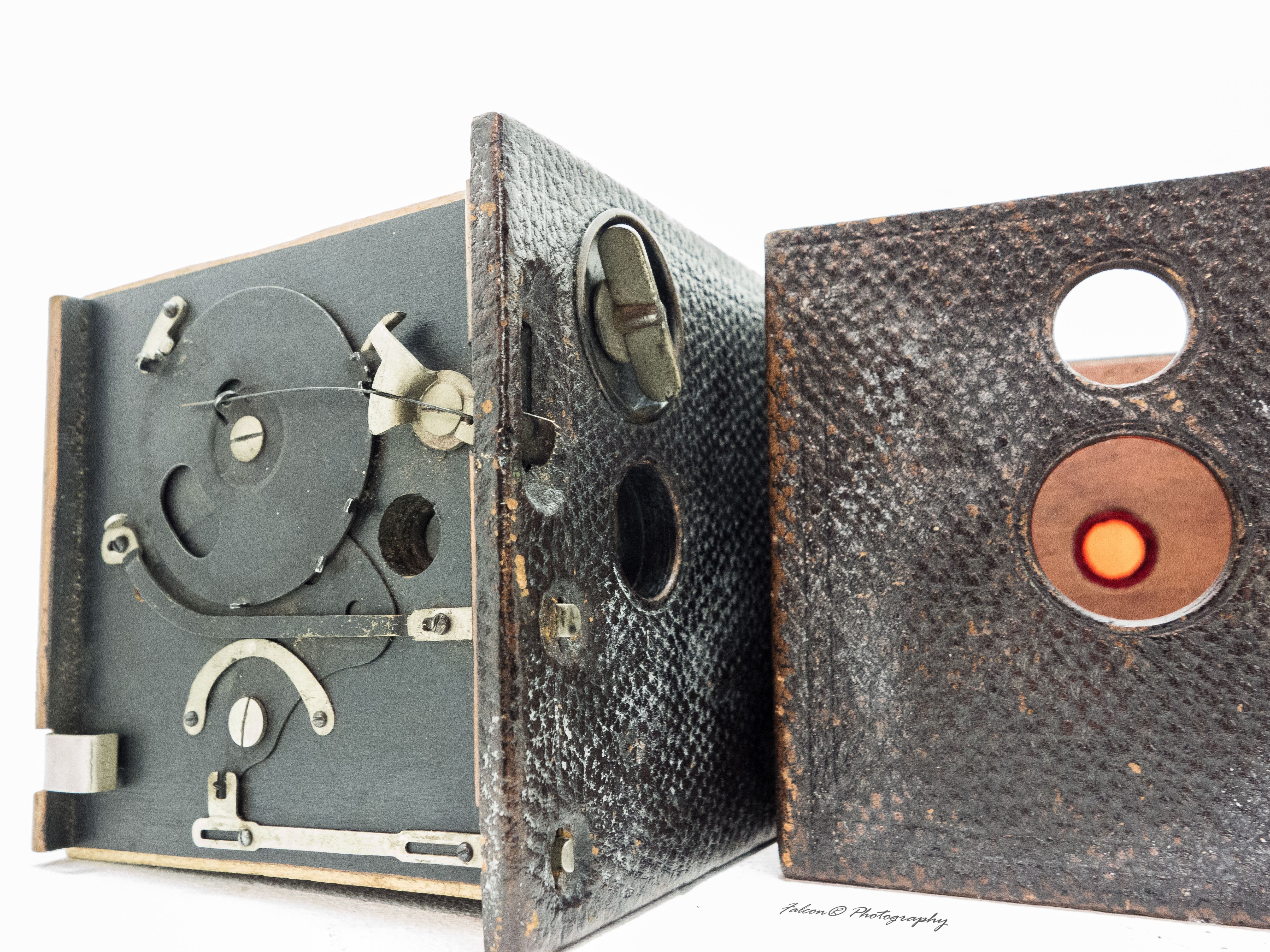
Фотоаппарат «Kodak № 2» для рулонной фотоплёнки.
1896 год

Развитие во второй половине XIX века технологий цветной фотографии, основанных на трёхцветной теории цветоощущения Максвелла, привело к распространению специализированных устройств, позволяющих осуществлять цветоделение различными способами. Наиболее простое решение заключалось в съёмке трёх цветоделённых изображений на общую фотопластинку через три объектива, закрытых светофильтрами основных цветов. Однако, расстояние между ними неизбежно приводило к параллаксу и, как следствие, цветным контурам на изображении близких предметов. Более совершенными оказались фотоаппараты с последовательной съёмкой через один объектив на удлинённую фотопластинку с автоматическим пошаговым смещением. Наиболее известны такие фотоаппараты конструкции Адольфа Мите, одним из которых пользовался Сергей Прокудин-Горский.
Камеры со сдвижной кассетой на три экспозиции годились только для съёмки неподвижных объектов и пейзажей из-за неизбежного временно́го параллакса. Всех недостатков были лишены трёхпластиночные фотоаппараты с внутренним цветоделением, позволявшие снимать в том числе движущиеся предметы через общий объектив в одну экспозицию. Изобретение автохромного процесса, и последующее распространение многослойных фотоматериалов позволили отказаться от сложной фотоаппаратуры, но тем не менее камеры с внутренним цветоделением с помощью полупрозрачных зеркал эксплуатировались в издательском бизнесе до середины 1950-х годов.
Одну из ключевых ролей в совершенствовании фотоаппаратуры сыграло становление аэрофотографии, получившей бурное развитие после Первой мировой войны. Большие скорости полёта требовали коротких выдержек, вынуждая компенсировать их высокой светосилой объективов. При этом, недопустимость геометрических искажений, особенно при фотограмметрии, вынуждала разрабатывать ортоскопическую оптику с минимальной дисторсией. Многие конструкции фотозатворов и объективов, привычные в современной фотоаппаратуре, были разработаны специально для аэрофотоаппаратов, лишь потом найдя применение в камерах общего назначения. То же касается вспомогательных механизмов: например, автоматизированная перезарядка фотоаппарата впервые использована именно для аэрофотосъёмки.

### Компактные фотоаппараты

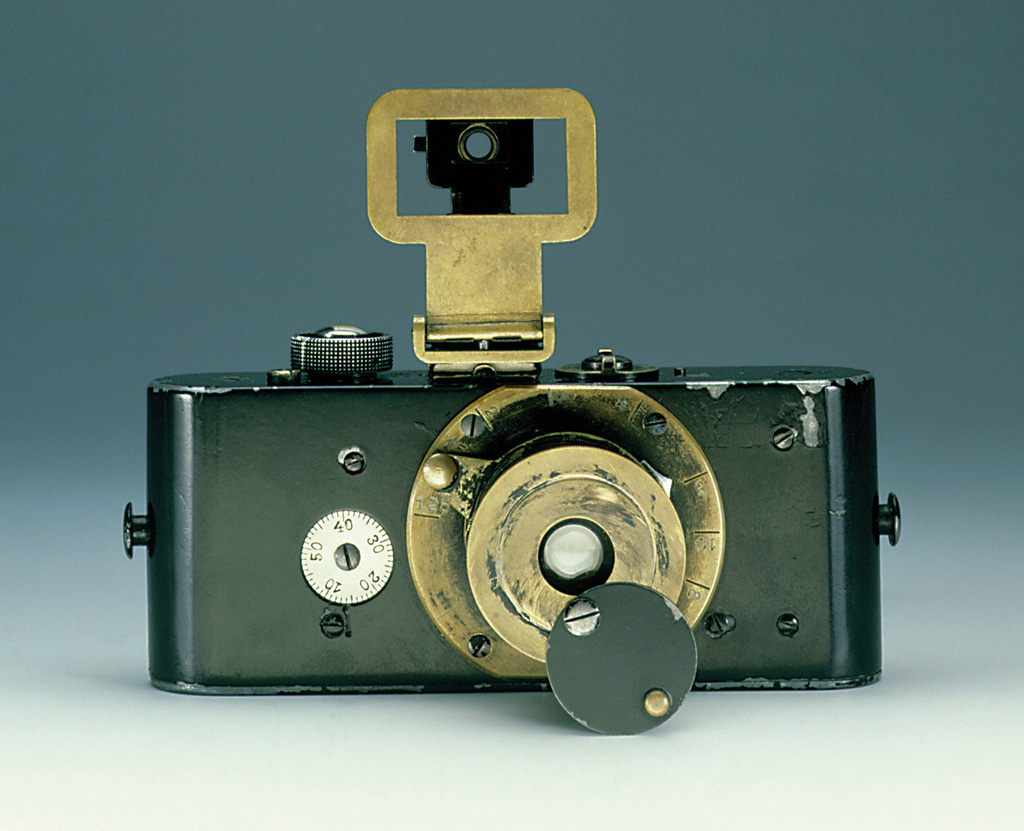
Первая малоформатная
«Ur Leica», 1914 год

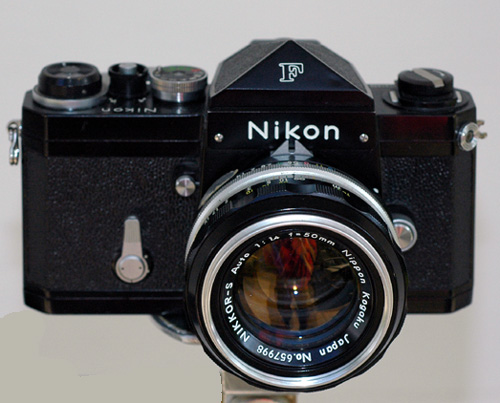
Зеркальный фотоаппарат «Nikon F», 1959 год

Рулонные фотоматериалы позволили повысить оперативность съёмки и уменьшить размеры фотоаппарата, который, благодаря складной конструкции, теперь стало можно положить в жилетный карман. Это отразилось в названиях, получивших приставку «Pocket». Огромную роль в формировании фотоаппаратуры сыграло параллельное развитие технологий кинематографа и совершенствование наиболее массовой 35-мм киноплёнки. Рост её информационной ёмкости привёл к появлению в начале 1920-х годов малоформатной фотоаппаратуры. Первыми в этом классе стали камеры «Симплекс Мульти» (1913 год, США) и «Ur Leica» (1914 год, Германия).
В 1925 году началось серийное производство фотоаппарата «Leica I», ставшего образцом для подражаний и родоначальником самого многочисленного класса аппаратуры, популярного вплоть до появления цифровой фотографии. В 1932 году начат выпуск главного конкурента «Лейки» — фотоаппарата «Contax» этого же формата. Почти одновременно с появлением малоформатных фотоаппаратов в 1930 году в Германии начат выпуск одноразовых фотобаллонов, упростивших съёмку с импульсным освещением, и сделавших её безопасной. Результатом стало внедрение в затворы синхроконтакта, обеспечившего автоматическую синхронизацию и съёмку с фотовспышкой на моментальных выдержках вместо ручной.
После Второй мировой войны началось распространение зеркальной фотоаппаратуры, обеспечивающей визуальный контроль глубины резкости и точную фокусировку объективов любого фокусного расстояния. Первыми в этом классе стали двухобъективные зеркальные фотоаппараты, лишённые большинства недостатков однообъективных: затемнения видоискателя и трудностей фокусировки при диафрагмировании, а также неполного отображения снимаемого кадра и вибрации из-за подвижного зеркала. Одно из главных неудобств удалось устранить с изобретением крышеобразной пентапризмы, впервые использованной в камерах «Rectaflex» (Италия, 1948), «Alpa Prisma Reflex» (Швейцария, 1949) и «Contax-S» (ГДР, 1949), и позволившей снимать с уровня глаз, а не «от пояса».
Преимущества однообъективной схемы, такие как полное отсутствие параллакса и ограничений фокусных расстояний объективов, характерных для дальномерных фотоаппаратов, заставляли разработчиков совершенствовать конструкцию дальше. Результатом стало появление в 1959 году фотоаппарата «Nikon F» со 100 % отображением кадра и прыгающей диафрагмой. Сочетание приставного электропривода и длиннофокусных объективов, недоступных для дальномерной аппаратуры, быстро сделало этот фотоаппарат стандартом в фотожурналистике, особенно спортивной. В течение нескольких лет выпуск аналогичных фотоаппаратов был налажен большинством производителей фототехники.

### Автоэкспозиция и автофокус

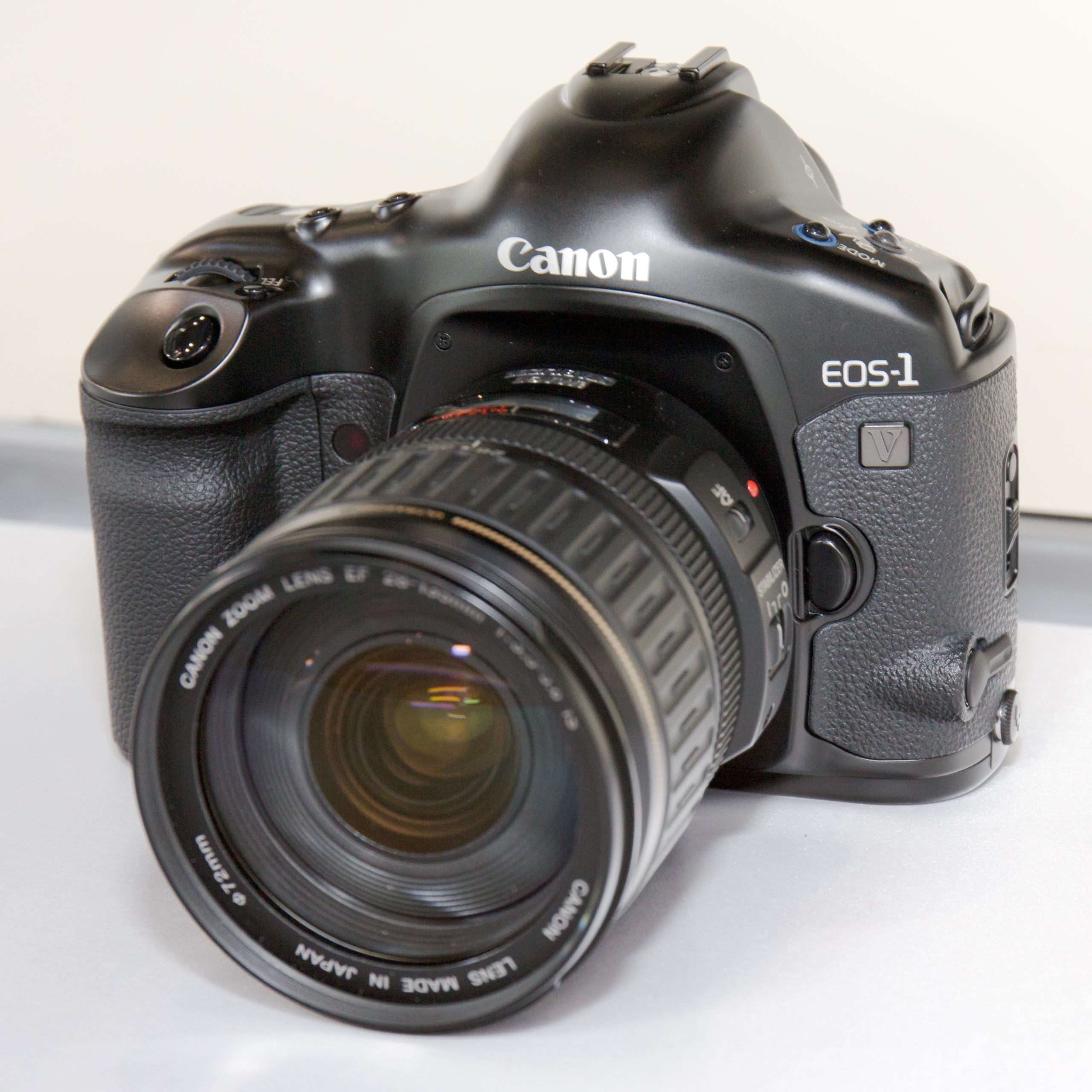
Фотоаппарат Canon EOS-1V соединил последние достижения микроэлектроники с доцифровой фотографией

Распространение в конце 1930-х годов цветных фотоматериалов с ограниченной фотографической широтой привело к появлению встроенных экспонометров в большинстве фотоаппаратов общего назначения. Тем не менее, установка экспозиционных параметров требовала ручных манипуляций на основе результатов измерения. Первая попытка автоматизации была осуществлена в 1938 году в складной камере Kodak Super Six-20. Из-за высокой стоимости модель была выпущена ограниченным тиражом, не завоевав популярности. В 1959 году во Франции начат выпуск фотоаппарата Royer Savoyflex, ставшего первой в мире «зеркалкой» с автоматом диафрагмы. Практически одновременно реализована механическая программная автоматика управления экспозицией в шкальном фотоаппарате Agfa Optima.
К середине 1960-х программная автоматика заняла прочное место в любительской аппаратуре, в том числе в советских «Зоркий-10» и «Сокол-Автомат». Внедрение механического автомата в профессиональных камерах со сменной оптикой столкнулось с большими трудностями. Современный программный автомат на основе цифрового микропроцессора впервые появился в японской «зеркалке» Canon A-1 в 1978 году. Высокая точность работы автоматики была бы невозможной без TTL-экспонометра, впервые реализованного в 1963 году в фотоаппарате Topcon RE-Super. Фоторезистор, размещённый в зеркале камеры, производил интегральное измерение яркости в пределах всего кадра, часто приводя к ошибкам при съёмке контрастных сцен. Радикально устранить эту проблему удалось лишь 20 лет спустя в фотоаппарате Nikon FA с помощью технологии матричного замера, позволяющего раздельно оценивать яркость разных частей снимаемой сцены и вычислять правильную экспозицию на основе статистических данных.
Результатом этих инноваций стала полная автоматизация установки экспозиционных параметров как в профессиональной, так и в любительской фотоаппаратуре. Дальнейшее совершенствование фотоаппаратов пошло по пути внедрения автофокуса. Первым серийным фотоаппаратом, оснащённым такой системой, стала компактная камера Canon AF-35M, выпущенная в Японии в 1979 году. Через два года появился зеркальный Pentax ME F с заобъективным контрастным автофокусом. Аналогичной системой позднее оснащены фотоаппараты Nikon F3 AF и Canon T80. Более совершенный фазовый автофокус, впервые реализованный в системе «Визитроник ТСЛ», нашёл массовое применение в 1985 году в фотоаппарате Minolta 7000. Современный вид эта система приобрела после создания стандарта Canon EOS в 1987 году, где приводы фокусировки начали устанавливать в объективы, а датчик разместился под вспомогательным зеркалом в нижней части камеры. Все эти усовершенствования стали возможны, благодаря бурному развитию микроэлектроники, сделавшей фотоаппараты энергозависимыми.

### Цифровые фотоаппараты

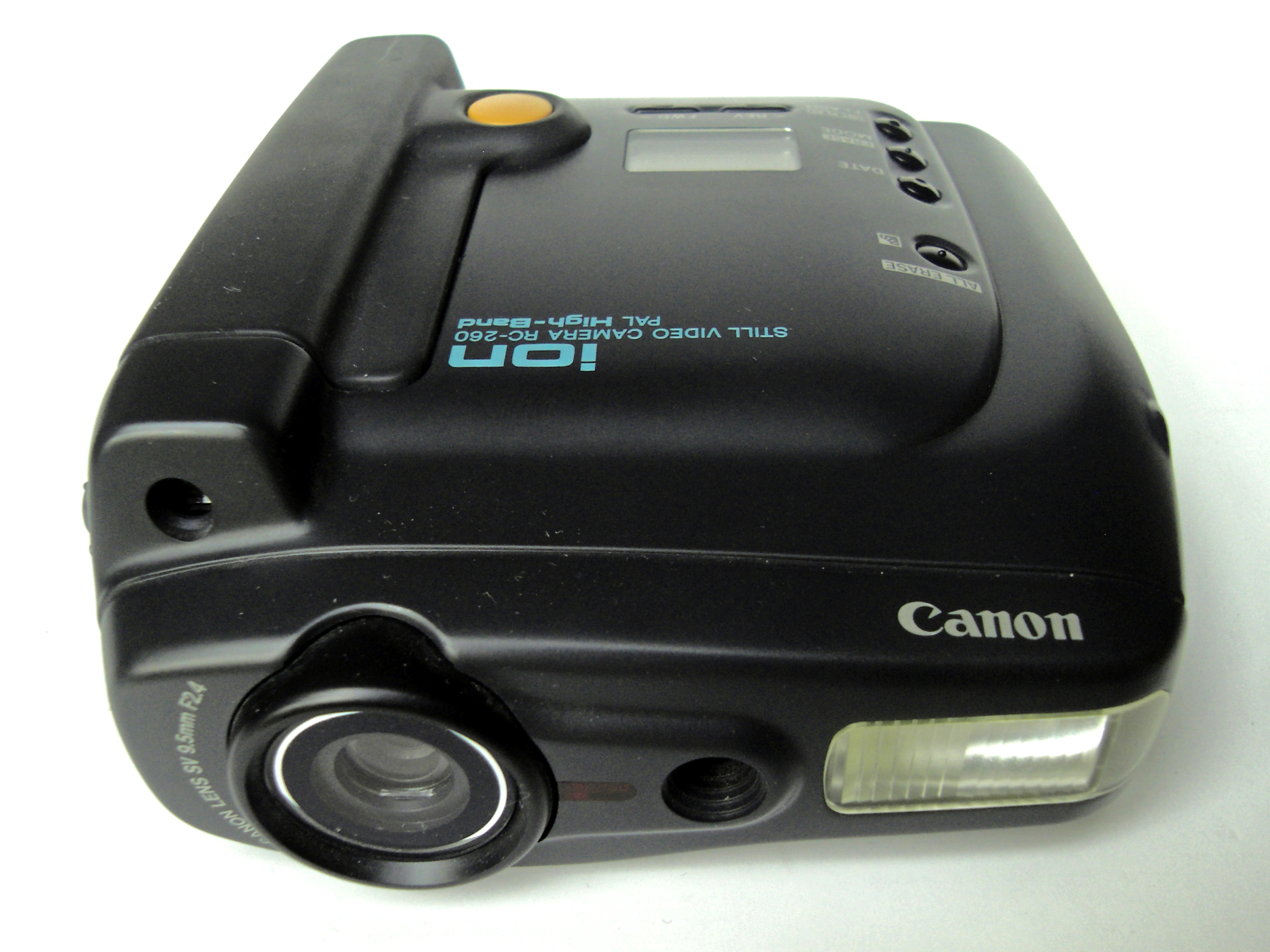
Видеофотоаппарат «Canon Ion RC-260», 1991 год

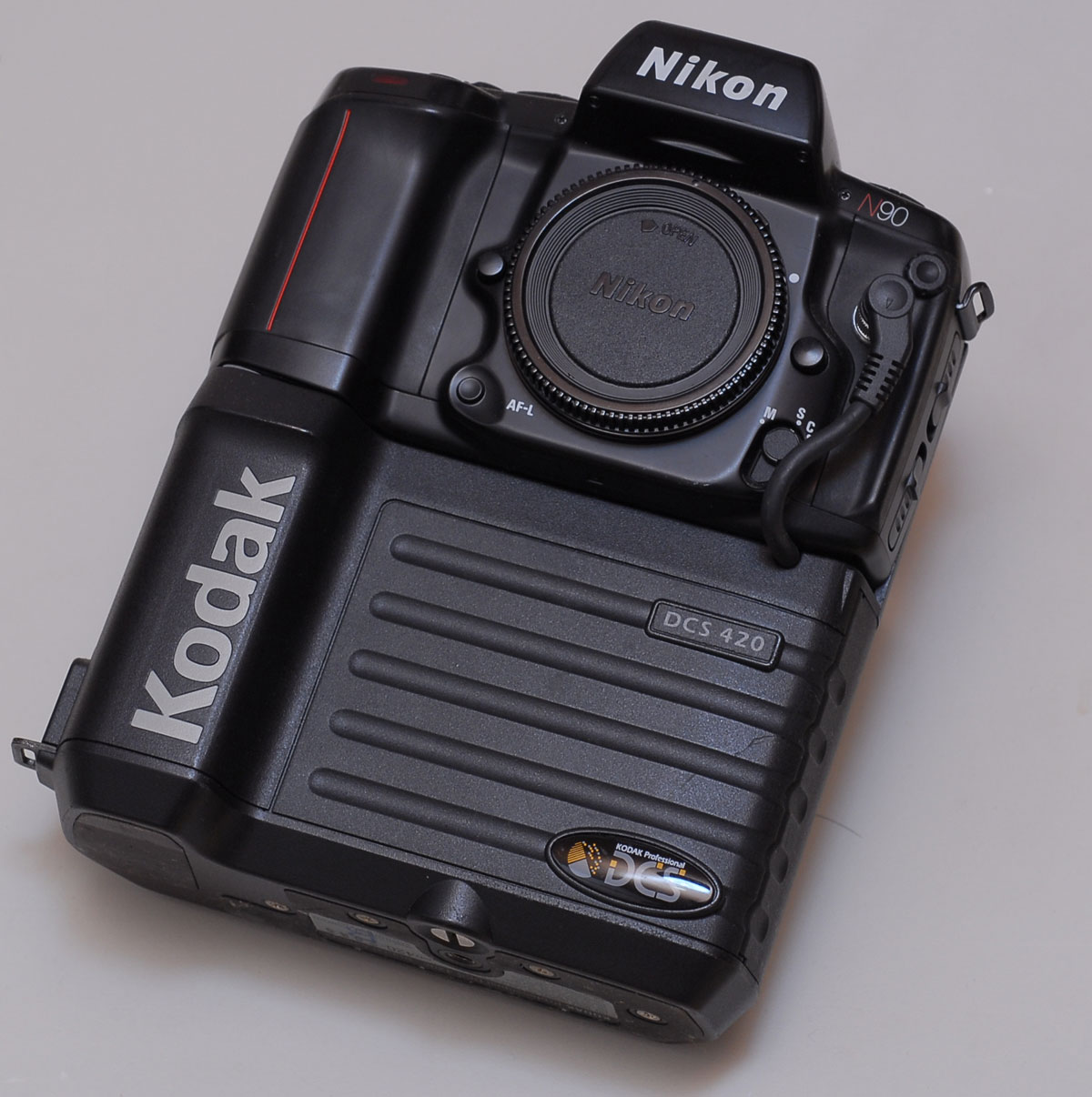
Цифровой фотоаппарат «Kodak DCS 420», 1994 год

Развитие технологии ПЗС, изобретённых Уиллардом Бойлом и Джорджем Смитом в 1969 году, не обошло стороной и фотографию. В 1984 году появились первые промышленные образцы видеофотоаппаратов Sony, Canon, Nikon и Fuji, некоторые из которых были использованы во время Олимпиады в Лос-Анджелесе для оперативной передачи фотоинформации из США в Японию. В 1989 году аналогичное устройство Sony Pro Mavica MVC-5000 было использовано CNN при освещении событий на площади Тяньаньмэнь для передачи снимков по радиоканалу напрямую в редакцию. Однако, аналоговый способ записи изображения оказался мало пригодным для практического использования, и был быстро вытеснен развивающимися цифровыми технологиями. В 1988 году увидел свет первый цифровой фотоаппарат потребительского уровня «Fuji DS-1P», использующий для записи съёмную карту SRAM.
В том же году по заказу правительства США Kodak создал опытные образцы первого цифрового зеркального фотоаппарата Electro-Optic Camera на основе серийного малоформатного фотоаппарата Canon New F-1. Запись данных, полученных с матрицы, производилась портативным видеомагнитофоном. Спустя три года Kodak выпускает первую серийную цифровую фотосистему Kodak DCS 100 на основе профессионального зеркального фотоаппарата Nikon F3. Изображение записывалось на жёсткий диск, размещённый в отдельном блоке, носимом на плечевом ремне. Устройство стало дальнейшим развитием экспериментального фотоаппарата Hawkeye II, разрабатывавшегося по заказу военных. Тогда же компания Leaf создала первый цифровой задник разрешением 4 мегапикселя для среднеформатных зеркальных фотоаппаратов.
В результате сотрудничества компаний Nikon и Kodak в августе 1994 года была создана гибридная цифровая камера Kodak DCS 410 на основе фотоаппарата Nikon F90, съёмная задняя крышка которого заменялась цифровой приставкой с ПЗС-матрицей разрешением 1,5 мегапикселя. В марте 1998 года на рынке появился первый цифровой зеркальный фотоаппарат Canon EOS D2000 неразъёмной конструкции. Все эти образцы предназначались для фотослужб новостных информационных агентств и стоили от 15 до 30 тысяч долларов. Цена самых дешёвых камер, таких как Canon EOS D30, выпущенного в 2000 году, превышала 2500 долларов, оставаясь неприемлемой для большинства фотографов.
В 2003 году на рынке появился любительский зеркальный фотоаппарат Canon EOS 300D, стоимость которого впервые опустилась ниже психологической отметки в 1000 долларов. В течение года аналогичные зеркальные модели выпустили Nikon и Pentax. Благодаря этому факту, а также началу широкого распространения персональных компьютеров, произошло массовое вытеснение плёнки и окончательный переход к цифровой фотографии как в профессиональной, так и в любительской сферах. Появление цифровой фототехники наложило отпечаток и на технологию оперативного получения фотоинформации с мест и её доставки заказчикам в фотожурналистике. Мгновенная готовность файла, пригодного для передачи по сети Интернет, позволила отказаться от фототелеграфа и фильм-сканеров, доведя промежуток между съёмкой и появлением фотографии на новостной ленте до 1—2 минут.

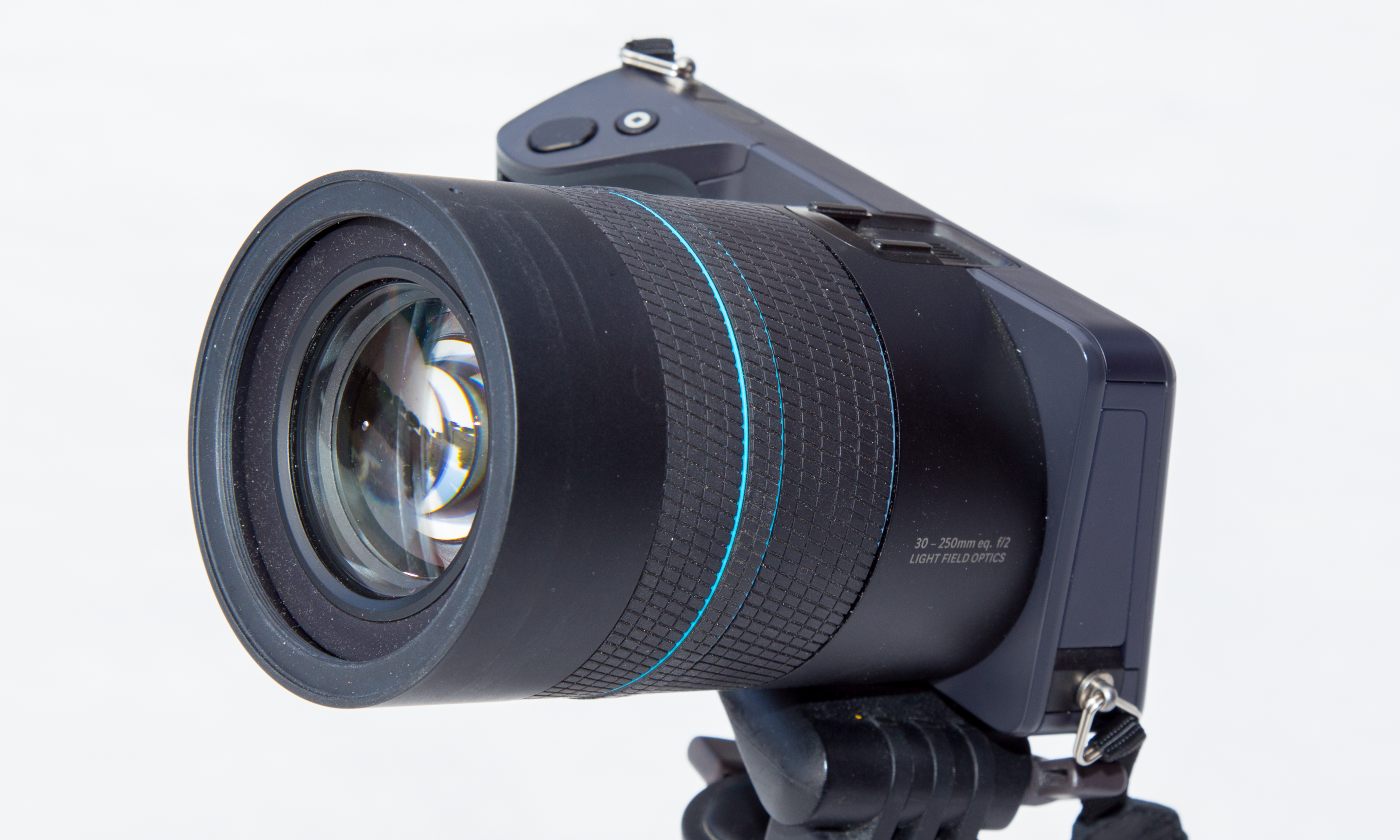
Цифровая камера светового поля «Lytro ILLUM». 2014 год

Совершенствование жидкокристаллических дисплеев позволило создать совершенно новый класс беззеркальных фотоаппаратов со сквозным визированием, обладающих теми же преимуществами что и однообъективные зеркальные при более простой конструкции. По тому же принципу построены более дешёвые псевдозеркальные фотоаппараты с несменным зум-объективом большой кратности. Дальнейшая миниатюризация позволила встроить фотоаппарат в мобильный телефон, получив более универсальный камерафон. С начала 2010-х годов встроенные модули цифрового фотоаппарата стали стандартной принадлежностью большинства смартфонов и планшетных компьютеров. Цифровая фотография позволяет реализовать технологии, недоступные для традиционных фотоматериалов, и допускающие получение снимков событий, произошедших до нажатия на спусковую кнопку, а также фокусировку уже готового изображения.
Первая функция под названием «кэширование изображения» используется в дорогих смартфонах и беззеркальных фотоаппаратах, например Olympus OM-D E-M1 Mark II. Она основана на сохранении непрерывно считываемых с матрицы изображений в буфер при поджатой спусковой кнопке. Поступающие снимки записываются на место, освобождаемое удалением более ранних, «устаревших» на 1—2 секунды. После полного нажатия кнопки на флеш-карту могут быть записаны все изображения, сохранённые в течение этого интервала, в том числе и предшествовавшие моменту съёмки. Это особенно актуально в репортажной и спортивной фотографии, позволяя компенсировать недостатки человеческой реакции. Другая технология реализована в пленоптических камерах, позволяющих выбирать дистанцию резкого отображения на уже готовом снимке. В настоящий момент такие камеры существуют лишь в виде экспериментальных разработок (например, Lytro), выпускающихся в качестве инновационного концепта. Однако, продолжающийся рост разрешающей способности фотоматриц и вычислительной мощности микропроцессоров делает это направление перспективным не только для фотографии, но и для цифрового кинематографа.

## Устройство и принцип действия
Простейший фотоаппарат представляет собой непрозрачную камеру, внутри которой закреплён плоский светоприёмник, в виде фотоматериала или фотоэлектрического преобразователя. Свет попадает на светоприёмник через отверстие в противоположной стенке: по такому принципу построена пинхол-камера. В фотоаппаратах отверстие закрыто собирающей линзой или сложным многолинзовым объективом, который строит на поверхности светоприёмника действительное изображение объектов съёмки.

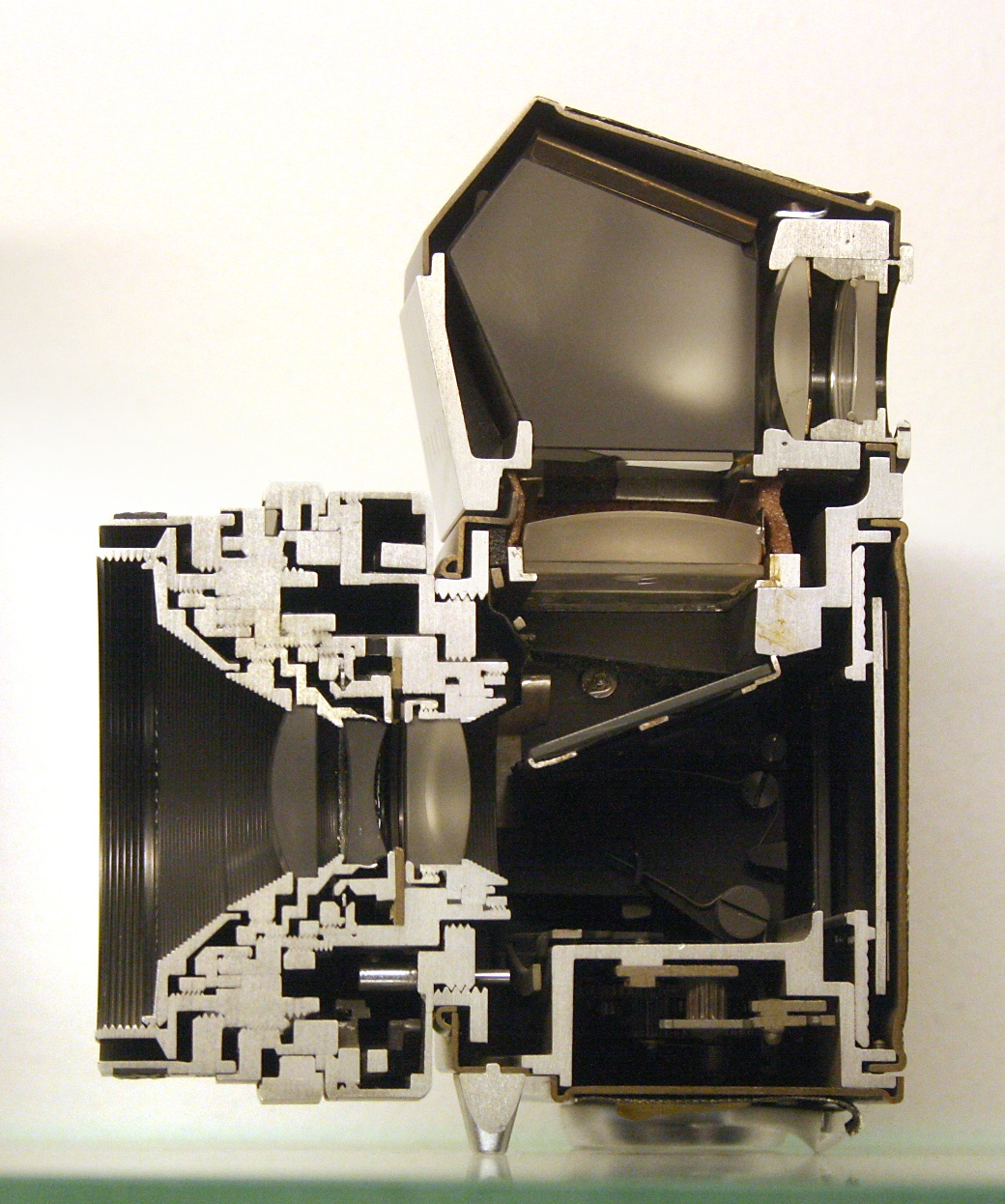
Однообъективный зеркальный фотоаппарат «Praktica» в разрезе

Под действием света в фотоэмульсии образуется скрытое изображение, которое после лабораторной обработки становится видимым. Последнее может быть как негативным, пригодным для тиражирования позитивов, так и позитивным в случае съёмки на обращаемый фотоматериал. С негатива может быть отпечатано любое количество позитивов контактным или оптическим способом.
В фотоматериалах одноступенного процесса получение позитивного изображения происходит сразу после съёмки при помощи реактивов, вмонтированных в фотокомплект. В классической фотографии фотоаппаратом считается устройство, создающее оптическое изображение на фотоматериале. При электронном способе фиксации изображения фотоаппарат включает также тракт преобразования оптического изображения в электрические сигналы и функциональный блок для их записи.
Первыми устройствами такого типа стали видеофотоаппараты, записывавшие аналоговый видеосигнал неподвижных снимков на специальные магнитные дискеты. Технические ограничения использовавшихся при этом телевизионных стандартов и недостатки аналоговой записи привели к вытеснению этого типа аппаратуры цифровыми фотоаппаратами. В последних свет, попавший из объектива на фотоматрицу (обычно ПЗС- или КМОП-матрицу), преобразуется ей в электрические сигналы, которые при помощи АЦП переводятся в цифровые данные, описывающие распределение освещённости в пределах кадра. Полученные данные регистрируются на карту памяти или жёсткий диск в исходном виде (стандарт RAW) или после сжатия по определённому алгоритму, чаще всего JPEG.
Выдержка, в течение которой свет экспонирует фотоматериал или матрицу, регулируется вручную перекрытием объектива или автоматически при помощи фотозатвора.

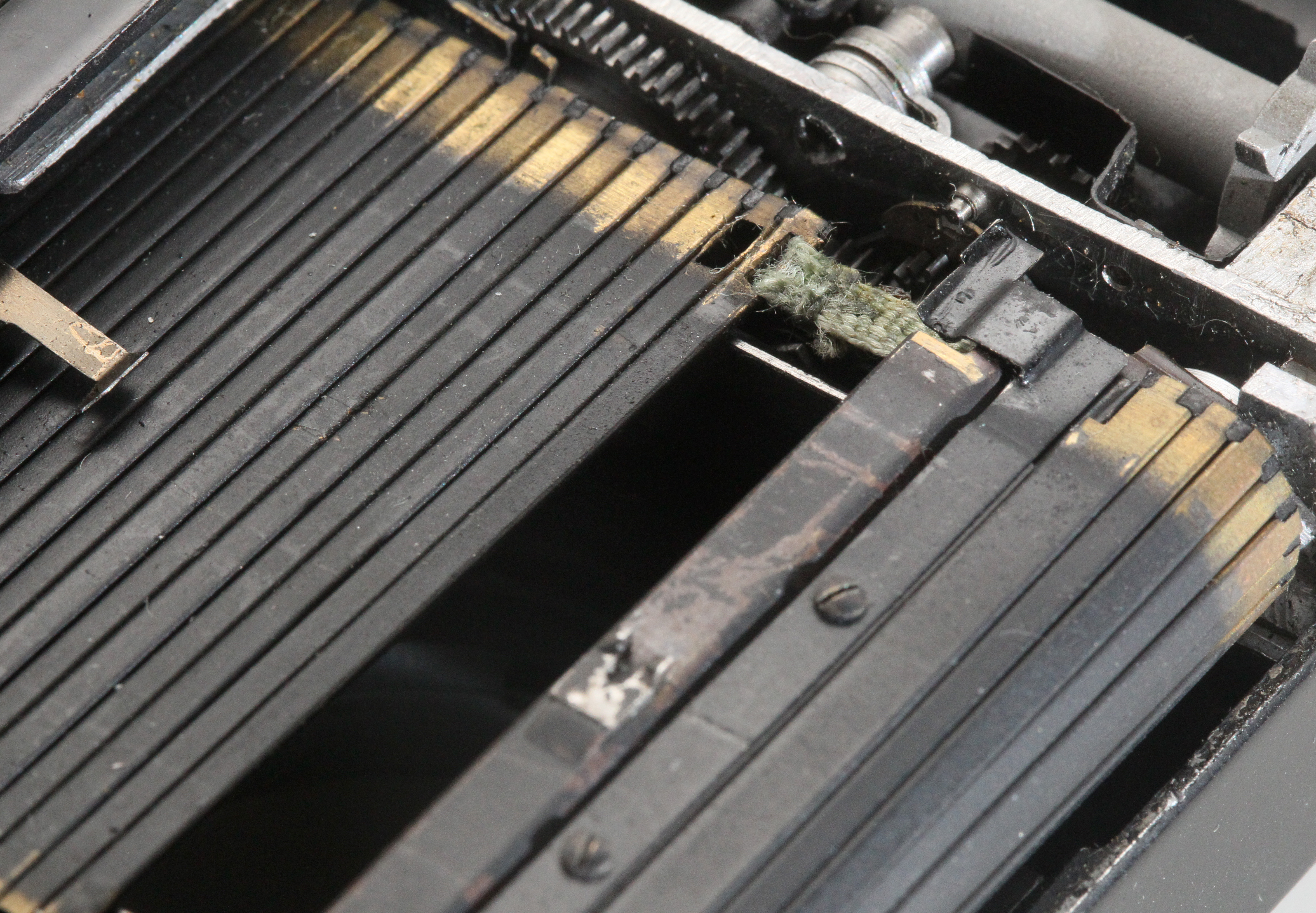
Фокальный затвор типа «Contax» фотоаппарата «Киев»

Съёмка на моментальных выдержках возможна только при использовании затвора, который считается одной из важнейших составных частей современной аппаратуры. Все современные фотографические затворы снабжены синхроконтактом для автоматической синхронизации с импульсными осветительными приборами. Освещённость поверхности светоприёмника регулируется при помощи диафрагмы объектива. Сочетание выдержки и диафрагмы определяет экспозицию, получаемую фотоматериалом или матрицей. На место фотоматериала, заряжаемого в кассеты, может быть установлено матовое стекло для наблюдения за границами кадра (кадрировки) и фокусировки объектива. После необходимых настроек оно вновь заменяется кассетой для съёмки. При замене кассеты цифровым задником получается цифровой фотоаппарат. Для исключения операции замены матового стекла кассетой и повышения оперативности съёмки большинство фотоаппаратов оснащаются дополнительным устройством фокусировки и кадрирования, которое называется видоискателем.
Некоторые простейшие фотоаппараты (например, «Kodak Brownie») не оснащались видоискателем, вместо которого использовались метки на верхней крышке. Видоискатель также отсутствует в крупноформатных камерах прямого визирования и некоторых видах специальной аппаратуры.
Перемотка гибкой рулонной фотоплёнки мимо кадрового окна производится лентопротяжным механизмом, который является неотъемлемой частью всей плёночной фотоаппаратуры, за исключением крупноформатной. Для автоматической съёмки в некоторых специальных видах фотоаппаратов, таких как аэрофотоаппараты или фотопулемёты, устанавливается пружинный или электрический привод. В малоформатной аппаратуре с середины 1960-х годов моторные приводы выполнялись в виде съёмного блока, а с конца 1970-х стали встраиваться непосредственно в корпус. Для обеспечения точной экспозиции, получаемой фотоматериалом или матрицей, большинство фотоаппаратов оснащается встроенным экспонометром.
Все современные фотоаппараты, в том числе цифровые, оснащаются системами автоматического управления экспозицией на основе TTL-экспонометра. С конца 1990-х годов практически все серийные фотоаппараты (за исключением крупноформатных и большинства среднеформатных) оснащаются системой автофокуса.
Новейшие цифровые фотоаппараты профессионального класса снабжаются устройствами соединения с локальными вычислительными сетями, необходимыми для оперативной передачи готовых фотографий на серверы информационных агентств в режиме реального времени. Соединение достигается приставными или встроенными Wi-Fi модулями, а также по витой паре стандарта Ethernet. Выпущенный в январе 2016 года фотоаппарат Nikon D5 позволяет отправлять фотографии в социальные сети через подключённый по мобильному приложению смартфон с управлением непосредственно с тачскрина камеры. С первой половины 2010-х годов практически все цифровые фотоаппараты совмещают функции видеокамеры, позволяя записывать цифровое видео высокого качества. В то же время, устройства, изначально разработанные как видеокамера (например, большинство экшн-камер), совмещают функцию цифрового фотоаппарата. В этом смысле грань между видеокамерой и фотоаппаратом в современной технике практически стёрлась, и отличие заключается, главным образом, в эргономических особенностях. При этом, для цифровых зеркальных фотоаппаратов, пригодных для производства бюджетного цифрового кинематографа, выпускается целый ряд приспособлений, облегчающих использование для профессиональной видеосъёмки, в том числе отдельные линейки объективов соответствующей конструкции, фоллоу-фокусы, компендиумы и внешние жидкокристаллические мониторы.

## Классификация фотоаппаратов
Как классические, так и цифровые фотоаппараты делятся на две основные группы: общего назначения и специальные, предназначенные для специальных работ.
Главным классифицирующим признаком любого фотоаппарата общего назначения считается размер кадрового окна, от которого зависит большинство остальных характеристик. По этому принципу фотоаппараты разделяются на крупноформатные, среднеформатные, малоформатные и миниатюрные, рассчитанные на неперфорированную 16-мм фотоплёнку и более мелкие фотоматериалы. К миниатюрным также относятся фотоаппараты Усовершенствованной фотосистемы. Для аэрофотоаппаратов принята другая классификация: малоформатными считаются камеры с размером кадра меньше, чем 18×18 сантиметров, а крупноформатными — больше. При совпадении с этим размером камера считается «нормальноформатной».

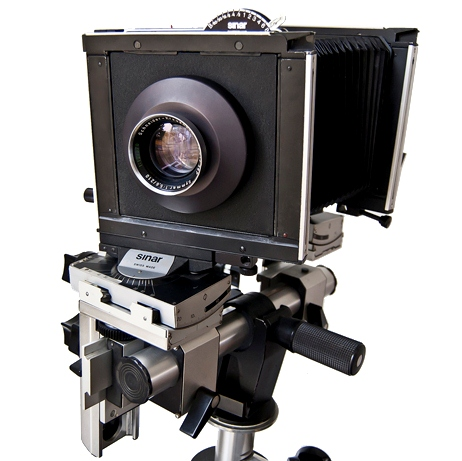
Крупноформатный фотоаппарат прямого визирования  «Sinar-P» карданного типа
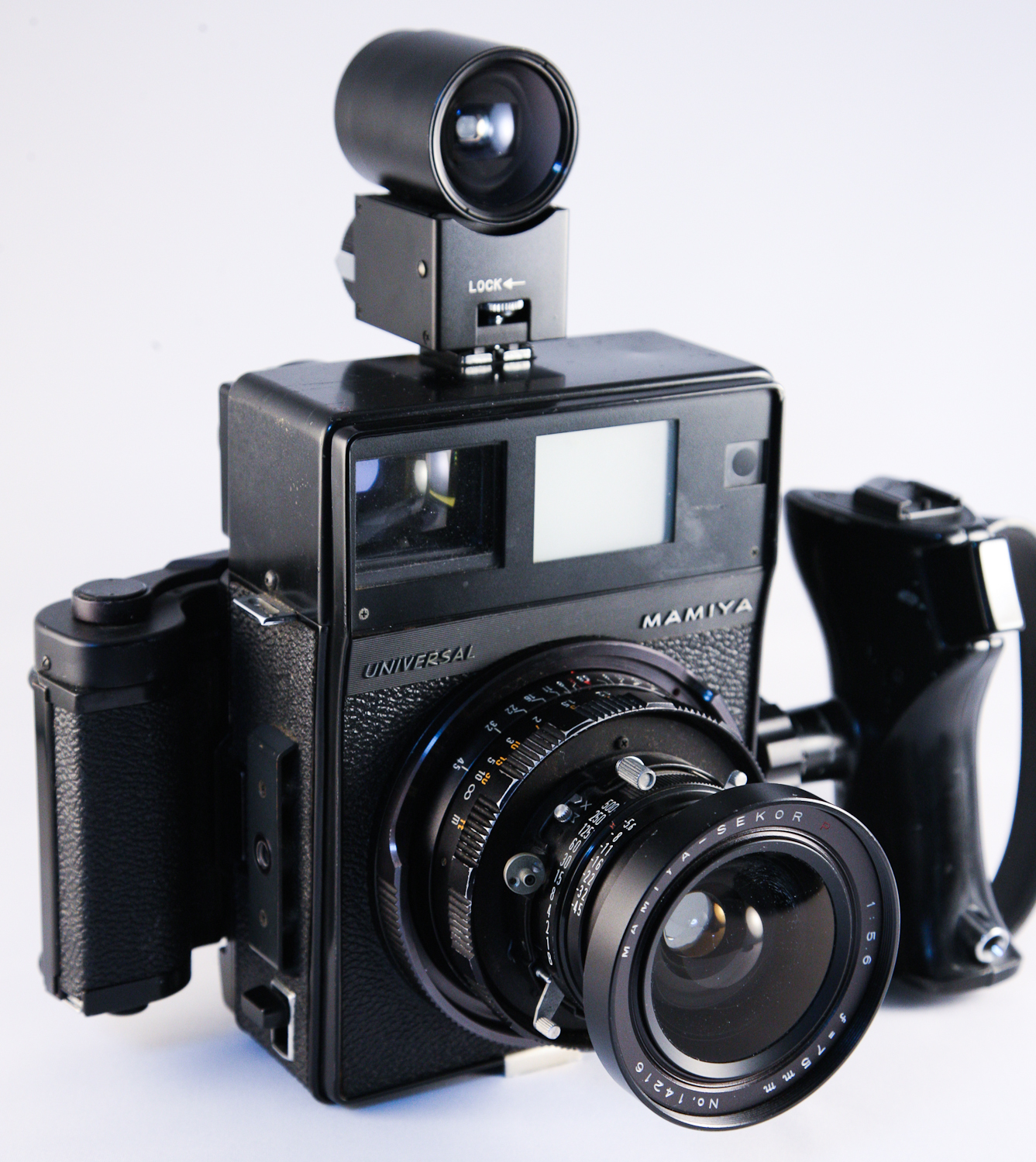
Среднеформатная дальномерная пресс-камера «Mamiya Universal»
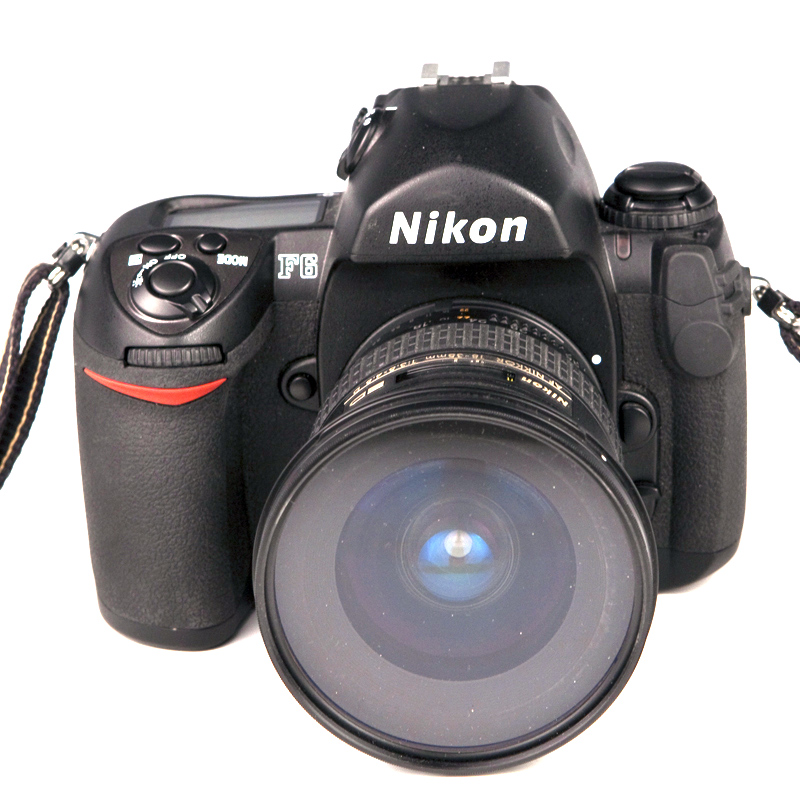
Малоформатный зеркальный фотоаппарат «Nikon F6»
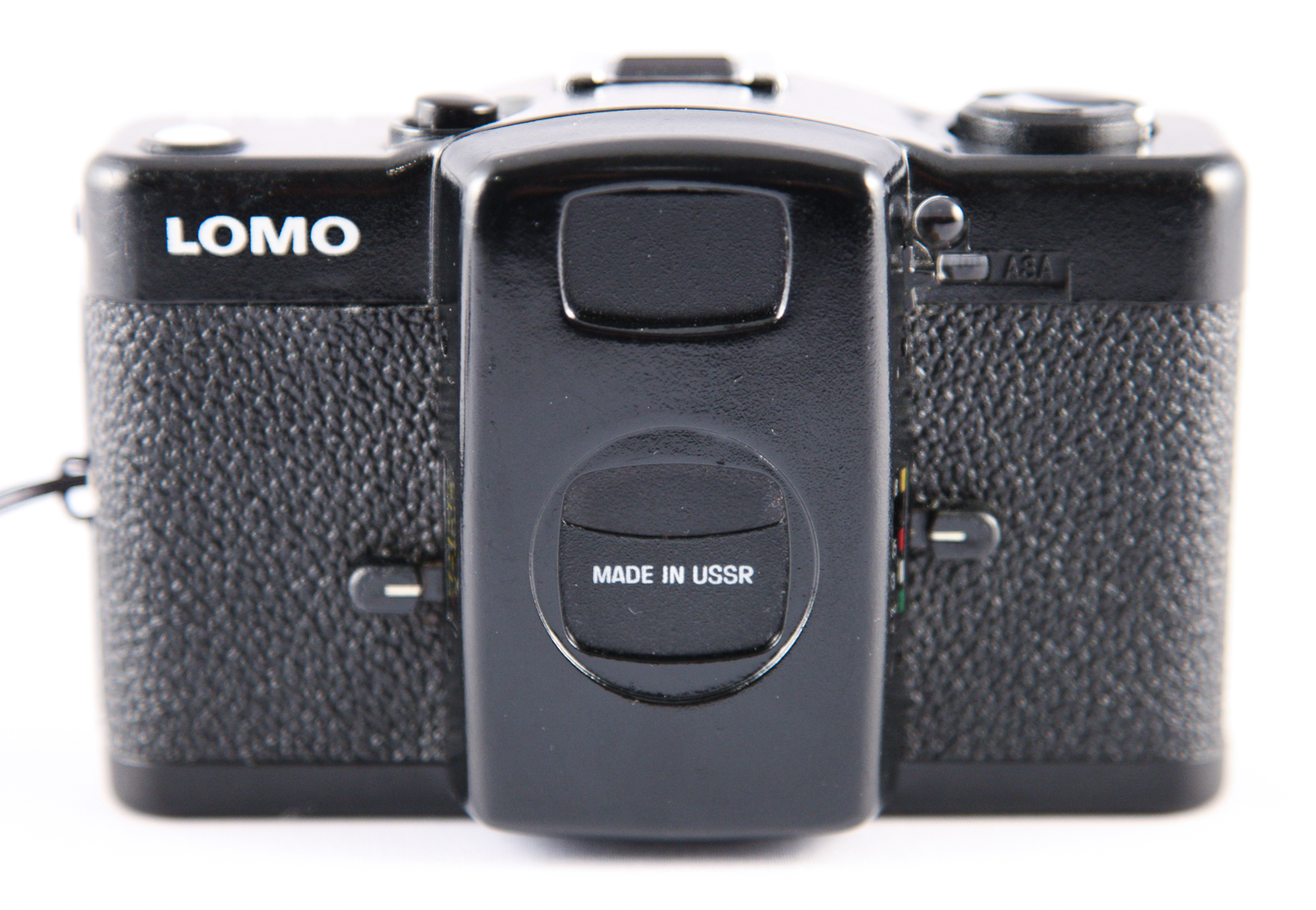
Малоформатный компактный фотоаппарат «ЛОМО Компакт-Автомат»
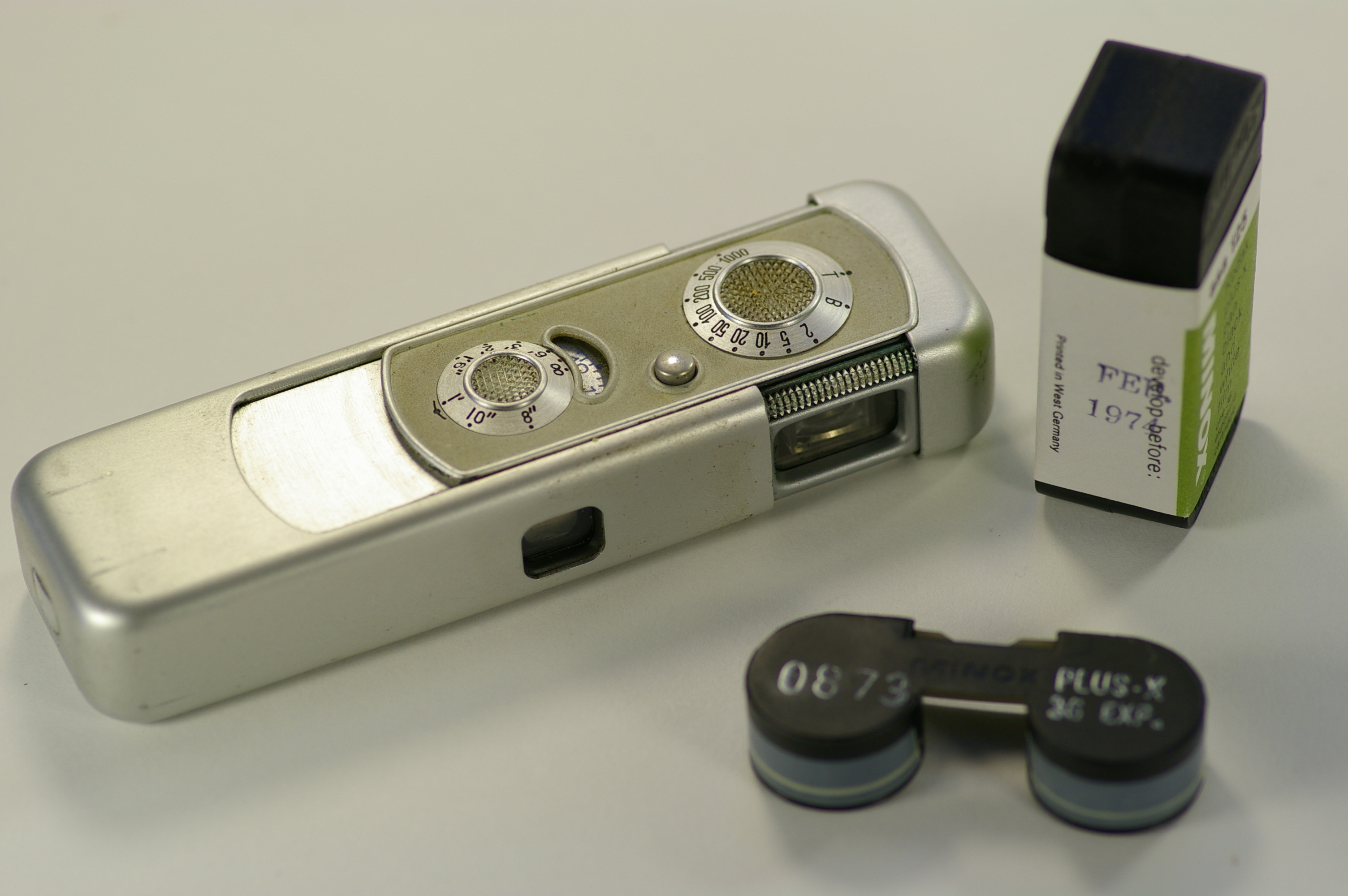
Миниатюрный фотоаппарат «Minox IIIs», (Германия)

Вторыми по значимости считаются наличие и разновидность визирно-дальномерной системы. Принято выделять фотоаппараты прямого визирования без видоискателя, а также простейшие, шкальные, дальномерные и зеркальные. Последние, в свою очередь, делятся на однообъективные и двухобъективные. Отдельную группу составляют бокс-камеры с объективом типа фикс-фокус. Аппаратура прямого визирования делится на несколько категорий в зависимости от основного назначения: дорожные камеры, карданные камеры, пресс-камеры и т. д. Большинство этих типов имеют складную конструкцию и допускают подвижки объектива и кассетной части друг относительно друга.
В цифровой аппаратуре от этой классификации осталось только определение среднеформатного фотоаппарата из-за особенностей этого класса фототехники. Все остальные разновидности классифицируются по другим признакам, главными из которых являются физический размер матрицы и тип видоискателя. Цифровые камеры появились, когда автофокус стал стандартной частью любого фотоаппарата, и могут обходиться без приспособлений для ручной фокусировки. Поэтому некоторые классы аппаратуры, такие как шкальные и двухобъективные зеркальные, не имеют цифровых аналогов. Простейшие цифровые камеры компактного класса оснащаются автофокусом или жёстковстроенным объективом, постоянно сфокусированным на гиперфокальное расстояние. То же относится к большинству камерафонов.
К специальным фотоаппаратам относятся репродукционные, панорамные, аэрофотоаппараты, камеры для подводной и скрытной съёмки, флюорографии, стоматологии, фоторегистраторы и другие.

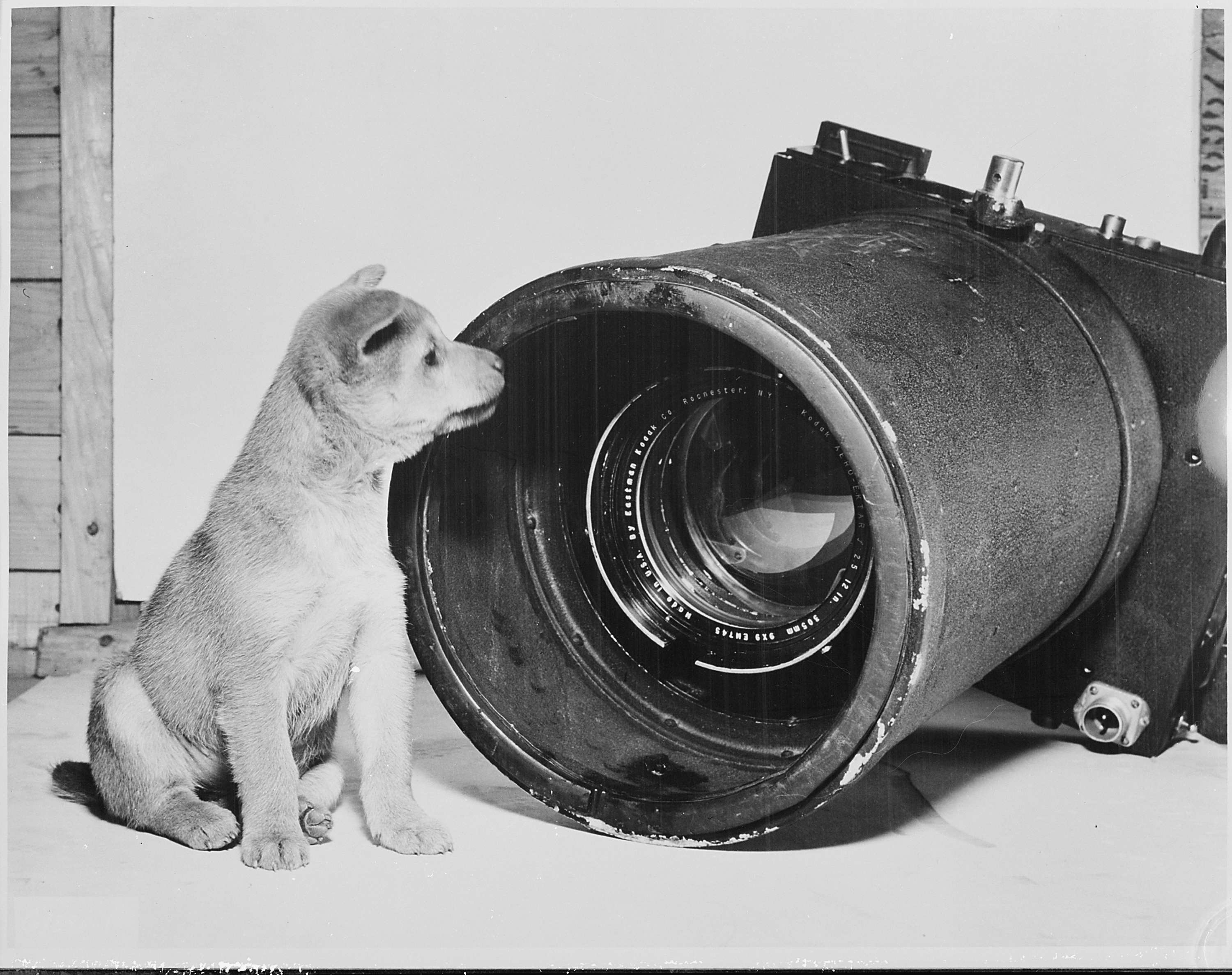
Ночной аэрофотоаппарат «Fairchild K-19»
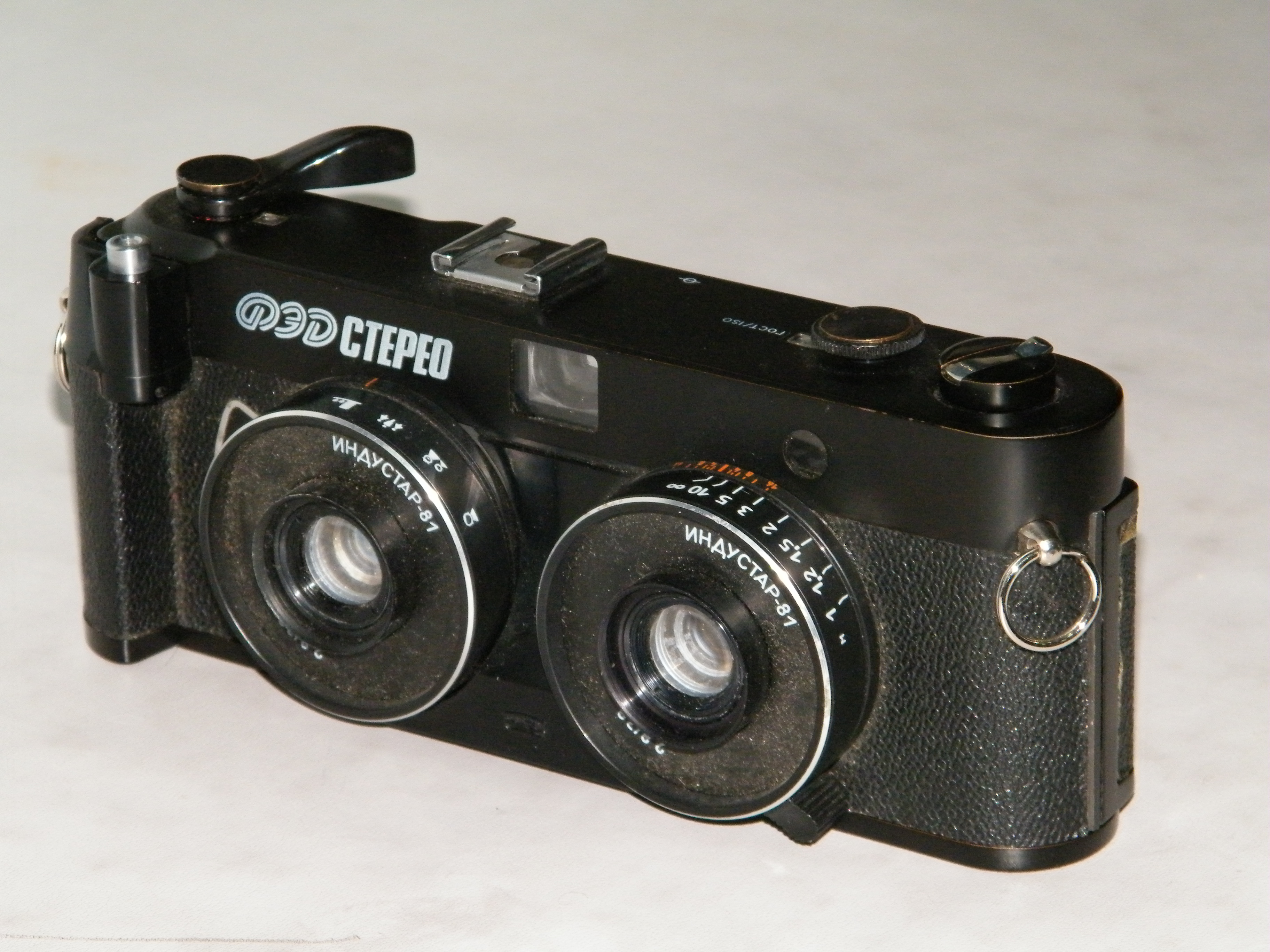
Стереофотоаппарат «ФЭД-Стерео» (СССР, 1988)
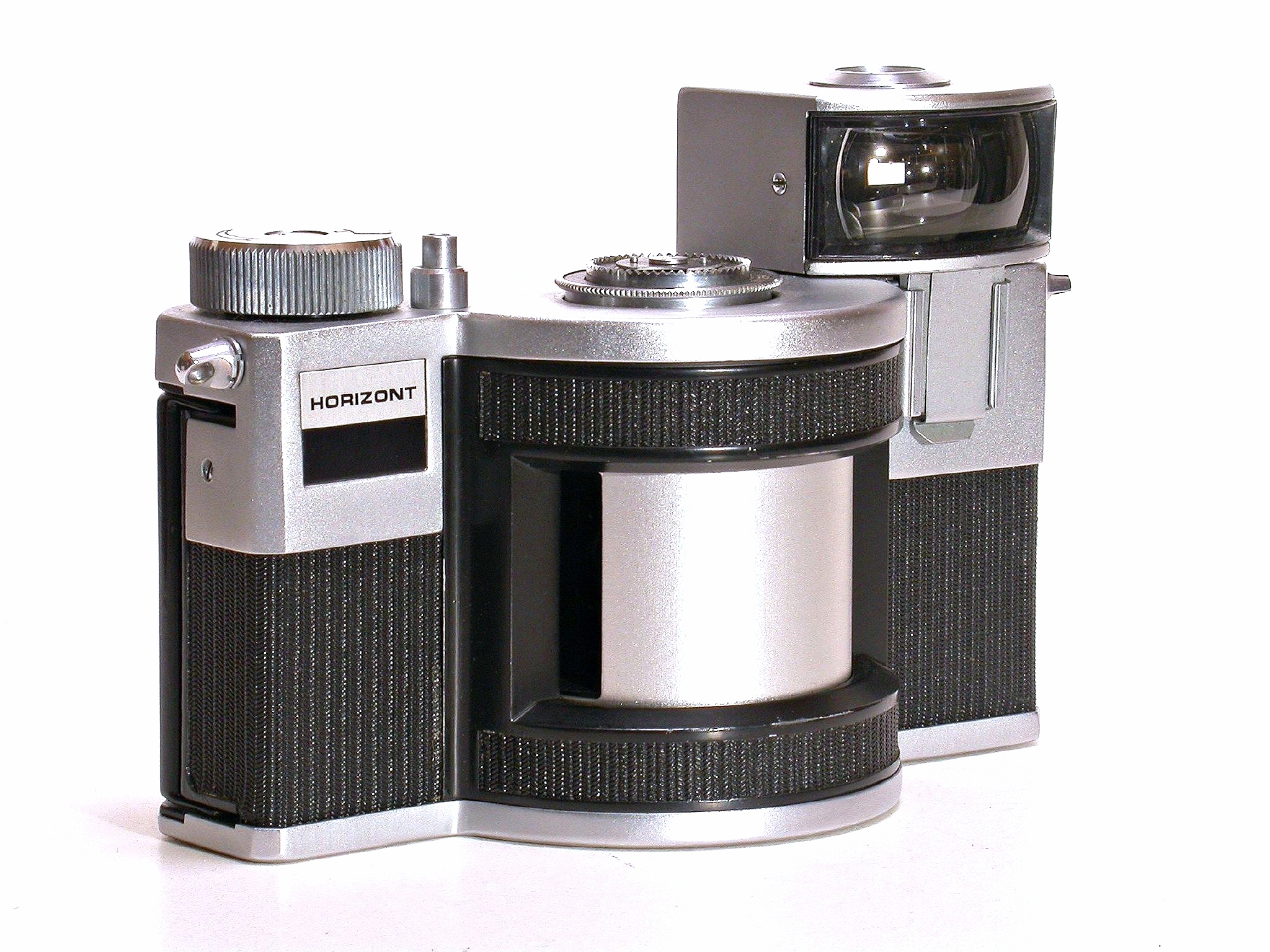
Панорамный фотоаппарат «Горизонт»
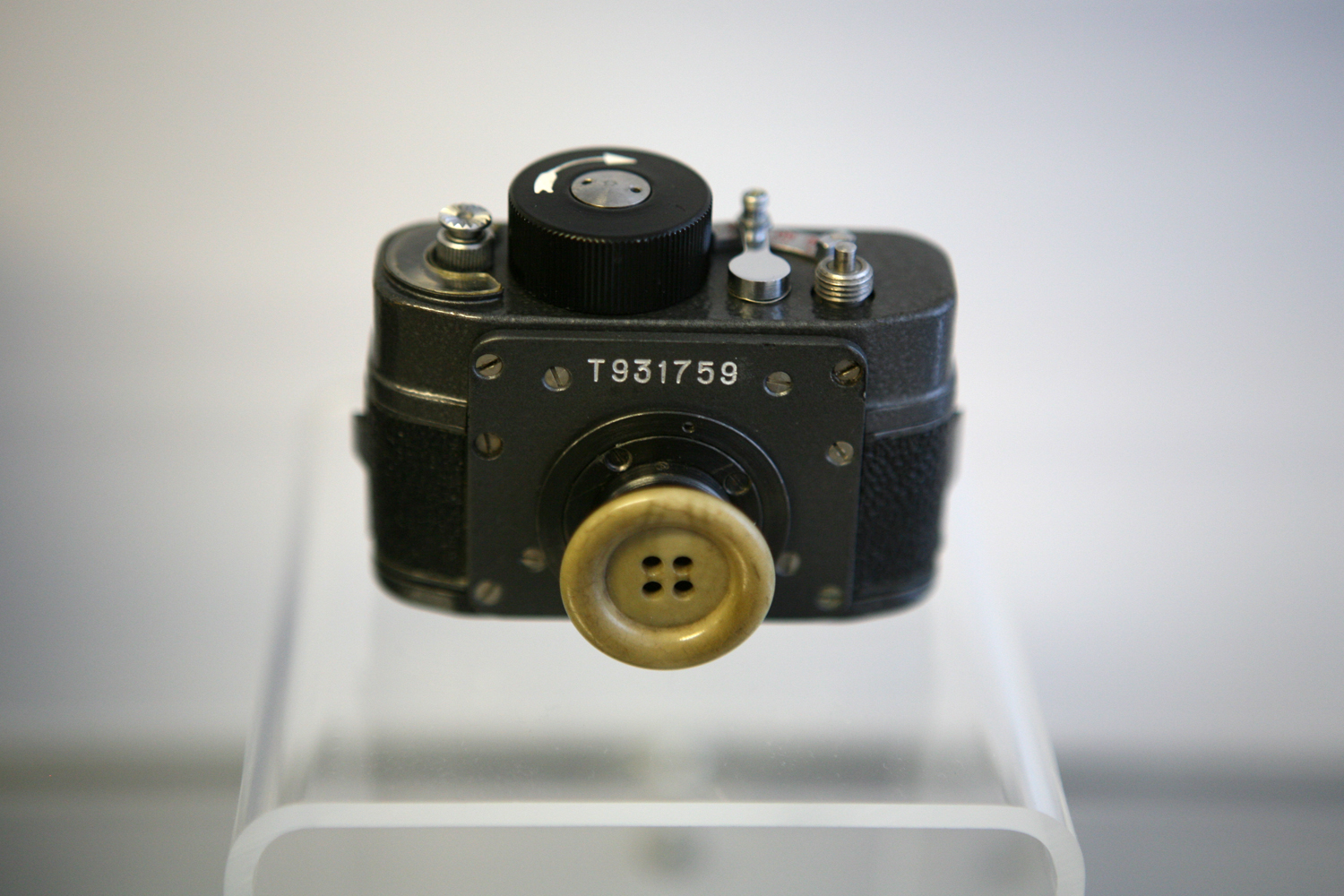
Миниатюрный фотоаппарат для скрытной съёмки
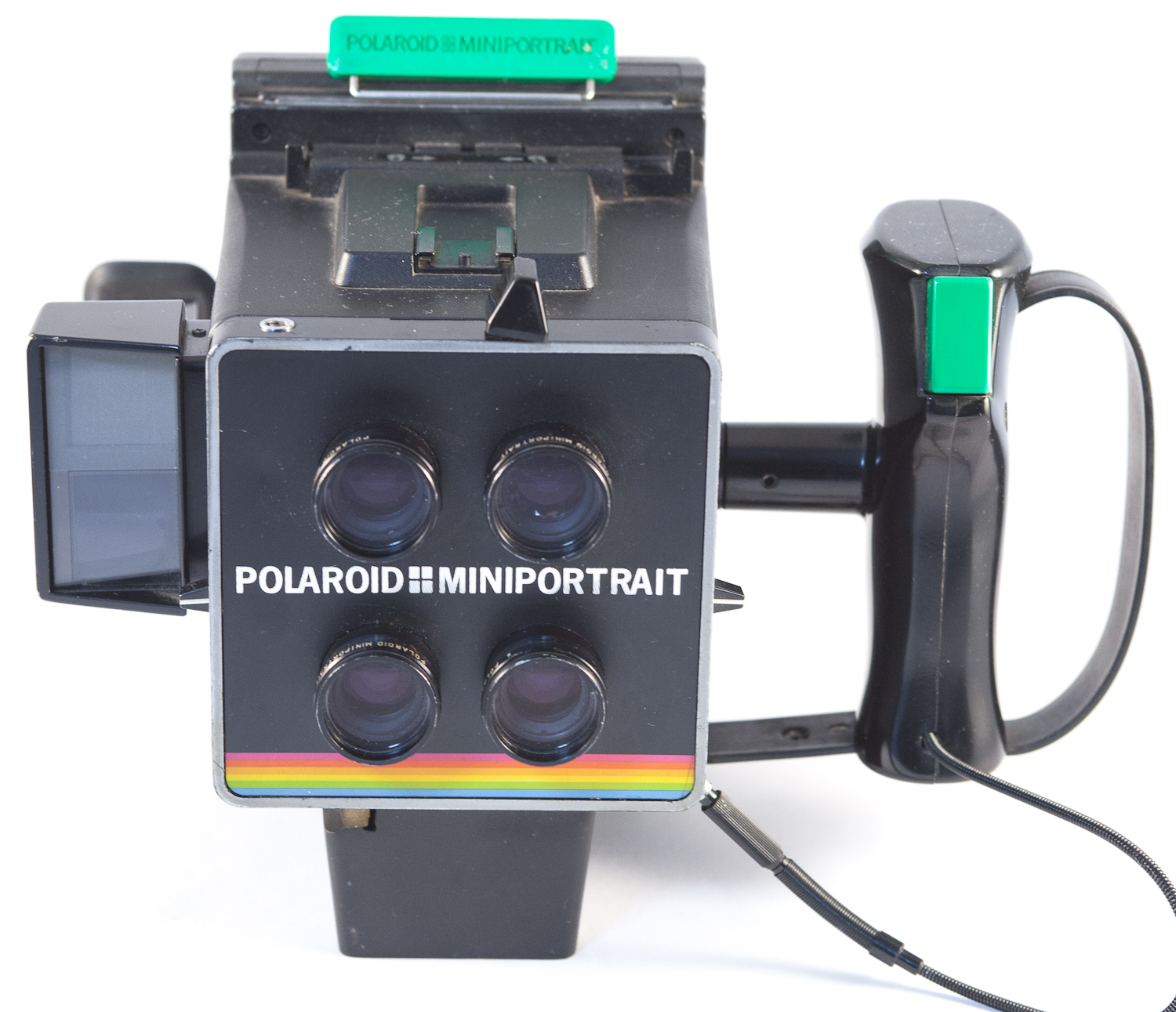
Фотоаппарат моментальной съёмки на документы

К этой же категории обычно причисляют фоторужья и фотоаппараты для съёмки в невидимых лучах (инфракрасных и ультрафиолетовых). Эта аппаратура отличается конструкцией, и в ней могут присутствовать устройства, не характерные для камер общего назначения, и наоборот, отсутствуют некоторые общепринятые узлы. Например, в аэрофотоаппаратах отсутствуют механизмы фокусировки, поскольку объектив жёстко зафиксирован в положении «бесконечности». В стоматологических фотоаппаратах отсутствует также видоискатель, так как кадрирование производится прижимом специального ограждения объектива к лицу пациента.
В фотоаппаратуре для съёмки в ультрафиолетовых лучах устанавливается объектив из кварцевого стекла, в наименьшей мере задерживающего этот вид излучения. Для инфракрасной съёмки в цифровых фотоаппаратах требуется удаление светофильтра, установленного перед матрицей. Стереофотоаппараты оснащаются двумя объективами и специальным лентопротяжным трактом. Камеры для съёмки на документы оснащались несколькими объективами, дающими на одном листе фотокомплекта одноступенного процесса кратное количество снимков.